# Neue Kreatur
Die neue Kreatur (altgriechisch καινὴ κτίσις, lateinisch nova creatura) oder die neue Schöpfung ist ein Begriff aus den Briefen des Apostels Paulus:
„Darum: Ist jemand in Christus, so ist er eine neue Kreatur; das Alte ist vergangen, siehe, Neues ist geworden. 2 Kor 5,17 “
Nach Paul Tillich hat Paulus den Begriff „Neue Kreatur“ für die Gedanken von dem Neuen Sein gebraucht. Maarten de Jong sagt dagegen „Der paulinische Text lautet wörtlich: ‚Ist jemand in Christus, (Er ist) eine neue Schöpfung‘. Für Paulus sind der Christus und Jesus von Nazaret ein und dieselbe Person. Er spricht allein von Ihm: Jesus Christus ist die ‚Neue Schöpfung‘, niemand anders“. Für Karl Barth „Diese Kreatur ist dankbar. Darin erkennt sie Gott und darin wird sie selbst neue Kreatur: daß sie dankbar wird.“